# Усманов, Кюри Зайндиевич
Кюри́ Зайнди́евич Усма́нов — российский предприниматель, меценат и глава благотворительного фонда.

## Биография
Родился 21 декабря 1969 года в городе Грозный, Чечено-Ингушская АССР. С 1988 по 1989 год проходил службу в вооружённых силах СССР.
Являлся партнёром финского концерна Лемминкайнен, владелец Балтийского страхового общества (2001—2012 годы), работал в аппарате Совета Федерации с 2003 по 2006 год на общественных началах. Учредил и является главой фонда Будущее Родины с 2003 года. В 2012 году фонд Будущее Родины организовал в Санкт-Петербурге масштабную акцию «Олимпийский марафон здоровья», в которой приняло участие свыше 300 тысяч школьников. Кюри Усманов организовывал ежегодный автопробег Ралли Мира, проходивший с 2013 по 2020 год. Является учредителем Санкт-Петербургского симфонического оркестра имени Мусина, учредителем ряда компаний в Монако и Сан-Марино, Люксембурге и Швейцарии, партнёр аэропорта Римини (Италия), торговой компании «AFRUS» и Международного Африканского клуба с 2022 года. В деловых отношениях с Принцем Альбертом, президентом республики Кот-д’Ивуар Алассаном Уаттара и многими влиятельными лицами в мире. Почётный президент Ивуаро-Российской торгово — промышленной палаты. После начала санкций активно работает с африканским континентом, проекты в ЕС закрыл. К основным увлечениям относятся дзюдо, автоспорт, коллекционирование живописи. Имеет сына.

## Образование
В 1987 году поступил в Грозненский Государственный Нефтяной Институт имени академика М. Д. Миллионщикова по специальности «промышленно-гражданское строительство».
В 1996 году окончил Санкт-Петербургский Финансово-Экономический Университет (ФИНЭК) по специальности «экономист».

## Общественная деятельность
Кюри Усманов возглавляет благотворительный фонд Будущее Родины, который был создан в 2003 году по его инициативе.
Главная задача фонда — развивать и укреплять партнёрские отношения России с зарубежными странами в деловой, спортивной и культурной сферах. Помимо этого, фонд возрождает институт благотворительности и меценатства, который в истории российского государства всегда играл важную роль в решении социальных проблем.
Проведение в 2012 году в Санкт-Петербурге масштабной акции-конкурса «Олимпийский марафон здоровья», в которой приняло участие свыше 300 тысяч школьников.
Участие в Международном объединённом турнире мира мастеров самбо и дзюдо в рамках ежегодного форума «Мир и спорт», посвященного году России в Монако. Организаторами соревнований стали фонд «Будущее Родины» и Международная федерация самбо (ФИАС) при участии Международной организации Peace and Sport.
Участие в организации визита делегации республики Кот-дИвуар в Санкт-Петербургский Горный университет в 2018 году. На встрече обсуждались перспективы развития сотрудничества в сфере образования и общение с ивуарийскими студентами.
В 2019 году в Сергиевом Посаде был проведен концерт в рамках проекта «Шедевры мировой оперы на сцене малых и режимных городов России». Его инициатором выступили Департамент культуры Министерства обороны совместно с благотворительным фондом «Будущее Родины».
Уникальность этой культурной акции — не только в возможности услышать легендарных музыкальных исполнителей, ставших национальной гордостью России. В концерте участвовали артисты, блиставшие на лучших мировых театральных сценах лауреаты международных конкурсов.
Благотворительный фонд Кюри Усманова «Будущее России» выступил организатором концерта Санкт-Петербургского симфонического оркестра имени И. А. Мусина в Московской духовной академии в 2019 году.
При участии фонда в 2020 году в Москве был проведен благотворительный аукцион помощи детям и клубный авто форум, приуроченный к международному дню благотворительности.
Участие в организации дружеского матча по поло в ОАЭ в рамках Недели устойчивого развития в Дубае в 2021 году. Мероприятие направлено на поддержку связей между странами и обращено к проблеме экологии и поиску новых союзников в сохранении и защите окружающей среды.